# Torremayor
Torremayor egy község Spanyolországban, Badajoz tartományban. Torremayor Mérida, Montijo és La Garrovilla községekkel határos. Lakosainak száma 1004 fő (2024).

## Népesség
A település népessége az utóbbi években az alábbiak szerint változott:
| Lakosok száma | 1051 | 1004 | 1011 | 1004 | 1043 | 1041 | 1013 | 957  | 985  | 1004 |
|               | 2001 | 2004 | 2006 | 2009 | 2011 | 2014 | 2016 | 2019 | 2021 | 2024 |